# William of Sherwood
William of Sherwood, latinisiert Guilelmus de Shyreswood, (* um 1200/1210 in Nottinghamshire; † um 1266/1272) war ein englischer Logiker des Mittelalters. 

## Leben und Wirken
William wurde vermutlich in Nottinghamshire zwischen 1200 und 1210 geboren und studierte wie viele Gebildete seiner damaligen Landsleute an der Universität Oxford, an der er 1252 seinen Magister erwarb. 1257 war er Schatzmeister der Kathedrale von Lincoln.
Eine mutmaßliche Lehrtätigkeit an der Universität in Paris ist nicht belegbar. 
Die Datierung seiner Schrift Introductiones in logicam wird unterschiedlich eingeschätzt (1230–1250). Ob sie früher als die verbreiteteren ähnlichen Summulae logicales seines Zeitgenossen Petrus Hispanus ist, ist fraglich. Beide Werke enthalten jedenfalls die ältesten bekannten Versionen der heute noch gängigen Kurzdarstellung der aristotelischen Syllogistik. Verbreitet hat sich aber nur die besser ausgearbeitete mnemotechnische Syllogistik des Petrus Hispanus.

## Werke
- Introductiones in logicam = Einführung in die Logik. Lat.-dt., hrsg. v. Hartmut Brands u. Christoph Kann. Meiner, Hamburg 1995. ISBN 978-3-7873-1463-8
- Syncategoremata. Lat.-dt. Textkritisch hrsg., übers., eingeleitet und mit Anm. vers. von Christoph Kann und Raina Kirchhoff. Meiner, Hamburg 2012, ISBN 978-3-7873-2196-4